# Dicoronylène
Le dicoronylène, parfois appelé benzo[1,2,3-bc:4,5,6-b'c']dicoronène dans la littérature, est un hydrocarbure aromatique polycyclique de formule C48H20 formé de quinze noyaux benzéniques fusionnés. Il se présente sous forme d'un solide rouge brique qui se sublime entre 250  et   300 °C sous faible pression. Il est peu soluble dans le 1,2,4-trichlorobenzène, cette solution présentant une fluorescence jaune-vert aux ultraviolets.
Compte tenu de sa taille et de sa relative rareté en laboratoire, la chimie organique du dicoronylène est peu connue. Il a été observé pour la première fois dans les résidus solides formés par gazéification du charbon, qui contiennent surtout du coronène et de l'ovalène. Après séparation des différents constituants de ces résidus, un solide rouge a été isolé et identifié comme un dimère de coronène, d'où son nom courant de dicoronylène. Par la suite, le dicoronylène s'est révélé être un sous-produit du vapocraquage catalytique utilisé dans le raffinage du pétrole : on estime que le vapocraquage produit plusieurs centaines de tonnes de dicoronylène par an à travers le monde, ce qui en fait l'un des grands HAP les plus abondants ; des dimères analogues se forment également à raison de 1 à 20 % par ce procédé à partir du coronène et de l'ovalène pour donner des composés à dix-huit noyaux benzéniques fusionnés, de formule C56H22.
Le dicoronylène est d'ailleurs un problème pour l'industrie pétrolière, dans la mesure où sa faible solubilité le fait précipiter dans toutes les régions froides des vapocraqueurs, ce qui rend indispensable d'arrêter périodiquement ces installations pour les nettoyer de leurs dépôts solides rouges. Il tend également à inactiver les catalyseurs de vapocraquage en se déposant dessus.
Outre le dimère, la pyrolyse du coronène conduit à la formation du trimère, du tétramère et même du pentamère de coronène, qui sont de couleur noire.